# Mandla Langa
Mandla Langa (n. 1950, Stanger, Durban) es un poeta, cuentista, novelista y activista cultural sudafricano. Creció en el municipio de KwaMashu, en KwaZulu-Natal. Su novela The Lost Colours of the Chameleon ganó el Premio de Escritores de la Commonwealth de 2009 (región África).
Langa se inscribió para estudiar una licenciatura en Inglés y Filosofía en la Universidad de Fort Hare, pero fue expulsado en 1973 debido a su participación en las actividades de la Organización de Estudiantes Sudafricanos. En 1976, se exilió y ha vivido en diferentes países del sur de África, así como en Hungría y el Reino Unido.
Langa fue convocado para completar el segundo volumen de la autobiografía de Nelson Mandela, que había quedado inconclusa cuando murió en 2013, y fue publicado en 2017 bajo el título Dare Not Linger: The Presidential Years.. En 2022, Langa fue nombrado Alto Comisionado de la República de Sudáfrica en Camerún.

## Primeros años y formación
Mandla Langa nació en Stanger, Durban, Sudáfrica, en 1950 y creció en el municipio de KwaMashu, a 32 kilómetros al norte de dicha ciudad, durante la implementación del sistema del apartheid.Es uno de nueve hermanos. Su hermano Pius Langa fue Presidente del Tribunal Supremo en Sudáfrica. Otro de sus hermanos, Bheki Langa, se desempeñó como embajador de Sudáfrica en Rusia y China. Mandla Langa asistió a la Gardner Memorial School, a la Sibonelo High School en Durban y luego a la Universidad de Fort Hare. Enseñó en una escuela secundaria en KwaMashu entre 1973 y 1974.
En 1974, se involucró activamente como director de la Organización de Estudiantes Sudafricanos (SASO), y se mantuvo en ese cargo hasta su arresto en 1976 por intentar salir del país sin un permiso. Como resultado, pasó 101 días en prisión. Según Charles Larson (editor de Under African Skies), el propio Langa afirmó que su arresto se debió a sedición.
Durante su encarcelamiento, Langa continuó perfeccionando sus habilidades como escritor. Tras cumplir su condena, huyó a Botsuana, lo que marcó el comienzo de su vida en el exilio. También pasó tiempo en Lesoto y Angola, donde participó en entrenamientos militares en los campamentos de MK, también conocido como Umkhonto we Sizwe. Además de Lesoto, Langa vivió en Mozambique, Zambia, Hungría y el Reino Unido. Ocupó diversos cargos del ANC en el extranjero, incluyendo el de representante jefe adjunto y agregado cultural del ANC en el Reino Unido y Europa Occidental.
En cuanto a su vida personal, Langa tiene dos hijas con su esposa June Josephs.

## Carrera

### Como escritor
Entre las primeras obras publicadas de Langa se encuentran poemas como Pension Jives y They No Longer Speak to Us in Song (Ya no nos hablan en canciones). Además de poesía, comenzó a escribir prosa. Su relato «The Dead Men Who Lost Their Bones» («Los hombres muertos que perdieron sus huesos») fue el primero en ser publicado en la revista Drum en 1980, y ganó un premio. Este éxito impulsó su evolución literaria hacia la novela. En 1991, se convirtió en el primer sudafricano en recibir una beca del Arts Council of Great Britain para escritura creativa. La obra de Langa incluye también la creación de una ópera, Milestones, con música compuesta por el músico de jazz Hugh Masekela. En 1999, Milestones fue presentada en el Festival Standard Bank de Grahamstown.
Sus libros publicados incluyen Tenderness of Blood (1987), A Rainbow on a Paper Sky (1989), The Naked Song and Other Stories (1997), The Memory of Stones (2000), y The Lost Colours of the Chameleon (2008), que ganó el Premio de Escritores de la Commonwealth 2009 (Mejor Libro de África). La jueza principal, Elinor Sisulu, comentó: «Langa deconstruye el funcionamiento interno de un estado africano mítico, exponiendo las debilidades de líderes demasiado cegados por el poder como para enfrentar eficazmente los grandes desafíos de su época».
Langa participó en la Feria del Libro de París en 2011. y también en el proyecto Sixty-Six Books del Bush Theatre ese mismo año, con una pieza basada en un libro de la Biblia del Rey Jacobo. Langa fue convocado para completar el volumen sucesor de la autobiografía de Nelson Mandela, Long Walk to Freedom (1994). Basado en notas manuscritas de Mandela, un borrador inconcluso dejado al morir en 2013, material de archivo y entrevistas, Dare Not Linger: The Presidential Years, de Nelson Mandela y Mandla Langa, con un prólogo de Graça Machel, fue publicado en 2017. El título se toma de la frase final de Long Walk to Freedom: «Pero solo puedo descansar un momento, porque con la libertad vienen responsabilidades, y no me puedo detener, porque mi largo camino aún no ha terminado».

### Cargos
- Representante cultural del Congreso Nacional Africano (ANC)[10]
- Julio de 2001–05: Presidente del primer consejo de la Autoridad Independiente de Comunicaciones de Sudáfrica (ICASA), resultado de la fusión de la IBA y la Autoridad Reguladora de Telecomunicaciones de Sudáfrica (SARRA)[11]
- Presidente del Consejo de Administración de MultiChoice Sudáfrica[22]

Langa forma parte de los siguientes consejos:
- Business and Arts South Africa (BASA)[23]
- Foundation for Global Dialogue (FGD)[24]
- Institute for the Advancement of Journalism (IAJ)[25]
- La Escuela de Periodismo Económico de la Universidad de Rhodes[23]
- Fideicomisario de la Nation's Trust[26]
- Fideicomisario del Read Educational Trust[26]
- Fideicomisario del Laboratorio de Guionistas de Sudáfrica (SCRAWL)[26]
- Director de Música y Artes Africanas Contemporáneas (CAMA)[23]

### Cargos en medios de comunicación
- Abril de 1999 – junio de 2000: Presidente de la Autoridad Independiente de Radiodifusión[23]
- Langa fue columnista del Sunday Independent[23]
- Vicepresidente de la exitosa temporada de exposiciones Africa '95 en Londres.[10]
- Formó parte del consejo de administración de la Corporación Sudafricana de Radiodifusión (SABC) tras haber ocupado el cargo de director de programación[10]
- Editor general de la revista Leadership Magazine[11]

## Premios y distinciones
En 2007, Langa recibió la Orden de Ikhamanga en Plata, un reconocimiento nacional de Sudáfrica por sus logros literarios, periodísticos y culturales. La mención destacaba su "excelente contribución a la lucha contra el apartheid, sus logros en el ámbito de la literatura y el periodismo, y su aporte a la Sudáfrica posapartheid a través de su servicio en distintas instituciones". En febrero de 2003, la Asociación de Escritores Panafricanos (PAWA, por sus siglas en inglés) organizó un evento en su honor bajo el título: "Una velada con Mandla Langa".

## Obras

### Ficción
- The Lost Colours of the Chameleon. Picador Africa, 2008, ISBN 978-1-77010-084-8
- The Memory of Stones. New Africa Books. 2000. ISBN 978-0-86486-408-6. – una colección que explora la naturaleza de la sociedad sudafricana tras el fin del apartheid
- The Naked Song and Other Stories. New Africa Books. 1996. ISBN 978-0-86486-313-3.
- A Rainbow on the Paper Sky. Kliptown Books, 1989
- Tenderness of Blood. Zimbabwe Publishing House, 1987, ISBN 978-0-949225-30-6

### No ficción
- Con Nelson Mandela, Dare Not Linger: The Presidential Years, Macmillan, 2017, ISBN 978-1509809592

### Obras colaborativas
- 2006: Youth 2 Youth: 30 Years after Soweto ’76 (Introducción por Mandla Langa, editado por George Hallett)
- 2004: Moving in Time: Images of Life in a Democratic South Africa (Introducción por Mandla Langa, editado por George Hallett)
- 2004: South Africa's Nobel Laureates: Peace, Literature and Science por Kader Asmal, David Chidester y Wilmot Godfrey James (Introducción por Mandla Langa)

### Compilaciones
- 2004: Kader Asmal, David Chidester y Wilmot Godfrey James (eds), South Africa's Nobel Laureates: Peace, Literature and Science — Introducción por Mandla Langa. Jonathan Ball Publishers, Sudáfrica.
- 1997: Charles R. Larson (ed.), Under African Skies: Modern African Stories. Farrar, Straus & Giroux; edición de bolsillo Canongate Books, 2005.
- 1990: Elisa Segrave (ed.), Junky's Christmas, and other Yuletide Stories. Serpent's Tail.
- 1990: Sarah LeFanu y Stephen Hayward (eds), Colours of a New Day: Writing for South Africa. Lawrence & Wishart.

### Otros
- Milestones – ópera en colaboración con el músico de jazz Hugh Masekela